# The Dock of the Bay (album)
Albums de Otis Redding
Live in Europe
(1967) The Immortal Otis Redding
(1968)
The Dock of the Bay est un album posthume d'Otis Redding, sorti en 1968. Il contient son plus grand succès, la chanson éponyme (Sittin' on) The Dock of the Bay.

## L'album
The Dock of the Bay est le premier d'une série d'albums d'Otis Redding sortis à titre posthume après sa disparition tragique dans un accident d’avion le 10 décembre 1967. C'est son huitième album, le septième enregistré studio.
Jim Stewart confie à Steve Cropper la difficile tache de sélectionner des chansons enregistrées par Otis pour composer ce nouvel album, quelques mois seulement après la mort du chanteur. Cet album comprend la chanson (Sittin' on) The Dock of the Bay enregistrée en novembre 1967 et publiée en single le 8 janvier 1968. On y trouve également d'autres enregistrements des sessions de fin 1967 et un certain nombre de singles, de faces B et d'inédits enregistrés entre 1965 et 1967. La face A est consacrée à des composisitons d'Otis Redding et d'autres musiciens de Stax, la face B contient surtout des reprises de classiques du blues, du rhythm and blues et de la soul. Certains titres sont déjà présents sur les albums précédents : Ole Man Trouble sur Otis Blue (1965), Nobody Knows You When You're Down and Out sur The Soul Album (1966) et Tramp sur King & Queen en duo avec Carla Thomas (1967).
The Dock of the Bay est classé no 4 dans le palmarès Top LP's des meilleures ventes d'albums aux États-Unis, et no 1 du Top R&B Albums du magazine Billboard. Au Royaume-Uni, il est no 1 du UK Albums Chart.
En 2003, l'album est classé no 161 sur la liste des « 500 plus grands albums de tous les temps » du magazine Rolling Stone, conservant la même place dans une liste révisée de 2012.

## Titres
| 1. | (Sittin' on) The Dock of the Bay   | Otis Redding, Steve Cropper               | 2:38 |
| 2. | I Love You More Than Words Can Say | Eddie Floyd, Booker T. Jones              | 2:50 |
| 3. | Let Me Come on Home                | Otis Redding, Booker T. Jones             | 2:53 |
| 4. | Open the Door                      | Otis Redding                              | 2:21 |
| 5. | Don't Mess with Cupid              | Steve Cropper, Eddie Floyd, Deanie Parker | 3:50 |

| 6.  | The Glory of Love                           | Billy Hill                      | 2:38 |
| 7.  | I'm Coming Home                             | Otis Redding                    | 3:03 |
| 8.  | Tramp                                       | Lowell Fulson, Jimmy McCracklin | 2:32 |
| 9.  | The Huckle-Buck                             | Roy Alfred, Andy Gibson         | 2:56 |
| 10. | Nobody Knows You (When You're Down and Out) | Jimmy Cox                       | 3:10 |
| 11. | Ole Man Trouble                             | Otis Redding                    | 2:36 |

- The Glory of Love et (Sittin' on) The Dock of the Bay sont parues en single fin 1967 et début 1968.
- I'm Coming Home est parue en face B The Glory of Love.
- I Love You More Than Words Can Say et Let Me Come on Home sont sorties en single en 1967.
- Tramp est sortie en single en 1967 et figure sur l'album King & Queen.
- Ole Man Trouble est parue en face B de Respect (1965) et sur l'album Otis Blue.
- Don't Mess with Cupid est sortie en face B de My Lover's Prayer (1966).

## Musiciens
- Otis Redding : chant
- Booker T. Jones, Isaac Hayes : claviers, piano
- Steve Cropper : guitare
- Donald Duck Dunn : basse
- Al Jackson, Jr. : batterie
- Wayne Jackson, Sammy Coleman, Gene "Bowlegs" Miller : trompette
- Joe Arnold, Andrew Love, Floyd Newman : saxophone ténor
- Carla Thomas : chant sur Tramp